# Múscul adductor mitjà de la cuixa
El múscul adductor mitjà de la cuixa, primer adductor, o adductor llarg (musculus adductor longus), és un múscul esquelètic situat a la cuixa. És un dels músculs adductors del maluc i la seva funció principal és l'adducció de la cuixa. Està innervat pel nervi obturador. Forma la paret medial del triangle femoral.

## Origen i inserció
Té l'origen en l'angle del pubis entre la símfisi i l'espina del pubis, medial al múscul pectini i, per dalt, del múscul adductor curt.
Pel que fa a les insercions, cal diferenciar:
- les superiors, inserint-se a l'angle del pubis, entre la símfisi i l'espina del pubis, també en una inserció en un pla medial al múscul pectini i una darrera inserció per sobre del múscul adductor curt o menor.
- les inferiors, que se situen en la proporció mitjana de l'interstici de la línia aspra, per mitjà d'una aponeurosi travessada pels vasos sanguinis, immediatament per darrere del múscul vast intern.

## Innervació i vascularització
És innervat pel nervi obturador i una branca muscular del nervi femoral.
La vascularització depèn de l'artèria femoral profunda per mitjà de l'artèria circumflexa femoral medial per la part superior i per les artèries perforants.

## Acció
És rotador lateral i medial i en aquest es sintetitzen l'adducció i la rotació medial. També és flexor de la cuixa, amb el punt fix en el fèmur, i intervé en la flexió de la pelvis sobre la cuixa